# Ian Parmley
Pour les articles homonymes, voir Parmley.
Ian Gene Parmley (né le 19 décembre 1989 à Snohomish, Washington, États-Unis) est un joueur de champ extérieur des Blue Jays de Toronto de la Ligue majeure de baseball.

## Carrière
Joueur des Flames de la Liberty University à Lynchburg (Virginie), Ian Parmley est réclamé au 7e tour de sélection par les Blue Jays de Toronto lors du repêchage amateur de 2012. 
Il fait ses débuts dans le baseball majeur avec Toronto le 23 juin 2017 face aux Royals de Kansas City.